# 金发草属
金发草属（学名：Pogonatherum）是禾本科下的一个属，为一年生或多年生、纤细草本植物。该属共有约3种，分布于亚洲及大洋洲的热带与亚热带地区。